# Ahmed Ali
Ahmed Ali Salem Khamis Al-Aabri (Sharjah, 28 gennaio 1990) è un calciatore emiratino, centrocampista dell'Al Dhafra.

## Carriera

### Club
Inizia la carriera nell'Al-Wahda, con cui gioca una partita di campionato e 5 partite nella AFC Champions League, senza mai segnare; viene in seguito acquistato dal Baniyas, con cui nella stagione 2010-2011 gioca 14 partite di campionato ; l'anno seguente segna 1 gol in 5 partite, scendendo in campo anche 4 volte nella AFC Champions League, nella quale non va mai a segno.

### Nazionale
Nel 2009 ha partecipato ai Mondiali Under-20.
Ha partecipato ai Giochi Olimpici di Londra 2012, scendendo in campo in tutte e 3 le partite disputate dalla sua nazionale senza mai segnare; il 23 luglio 2011 ha esordito con la nazionale maggiore in una partita amichevole vinta per 3-0 contro l'India.

## Palmarès

### Club

#### Competizioni nazionali
- Campionato emiratino: 1

Al-Wahda: 2009-2010

#### Competizioni internazionali
- Coppa dei Campioni del Golfo: 1

Baniyas: 2013

### Nazionale
- Giochi asiatici

2010